# Vitoulet
Le vitoulet est une préparation culinaire traditionnelle de la région de Charleroi en Belgique. C'est une préparation à base de hachis de viande. Il se mange chaud ou froid, généralement accompagné de pommes de terre au four.

## Origine
L'origine du mot « vitoulet » fait débat. Pour les uns, le mot viendrait du latin virtulus qui signifie « veau ». Le vitoulet serait donc, à la base, une préparation à base de viande de veau,.
Pour d'autres, l'origine serait plus folklorique. Autrefois, quand on avait un invité surprise, on lui faisait manger des boulettes de viandes « vite tournées », ce qui aurait fini par donner « vitoulet ».
Pour certains, le mot vitoulet viendrait du français « vitelot », une pâtisserie consistant en un ruban de pâte cuite dans du lait et servie avec une sauce piquante. Vitelot viendrait lui-même du mot « vit ». Le vitoulet à l'origine n'aurait pas eu la forme d'une boulette mais aurait plutôt eu une forme allongée semblable à une fricadelle.

## Description
Le vitoulet est une boulette de viande composée de viande hachée de veau ou un mélange porc-veau, de mie de pain trempée dans du lait, d'œufs, d'échalotes, d'ail et de persil. Il est cuit au beurre dans une poêle ou au four.